# St. Martin bei Lofer
St. Martin bei Lofer é um município da Áustria, situado no distrito de Zell am See, no estado de Salzburgo. Tem 63,58 km² de área e sua população em 2019 foi estimada em 1.152 habitantes.